# Priesterseminar Fulda
Das Bischöfliche Priesterseminar Fulda war lange Zeit die Ausbildungsstätte des römisch-katholischen Bistums Fulda für Priesteramtskandidaten, die keinem Orden angehören. Regens ist seit dem 1. August 2014 Dirk Gärtner.
Die Priesterausbildung fand ergänzend zum Studium der Katholischen Theologie an der Theologischen Fakultät Fulda statt und sollte Bereiche der priesterlichen Ausbildung sicherstellen, die nicht Inhalt wissenschaftlicher Theologie sind.
Das Seminar ist in den Gebäuden des ehemaligen Klosters Fulda untergebracht, direkt angrenzend an den Fuldaer Dom.
Derzeit (Stand 6/2025) gibt es keine Priesteramtskandidaten mehr.

## Geschichte
748 wurde vom heiligen Sturmius die erste Ausbildungsstätte für Priester in der Stadt Fulda errichtet. Vom eigentlichen Seminar kann man aber erst ab etwa 1572 reden, als gemäß der Intention des Konzils von Trient ein Priesterseminar gegründet wurde.
Die Herbst-Vollversammlung der Deutschen Bischofskonferenz findet stets im Priesterseminar Fulda – nahe dem Grab des heiligen Bonifatius – statt, während der Ort der Frühjahrs-Vollversammlung jährlich wechselt.